# Giovanni Battista Orsolino

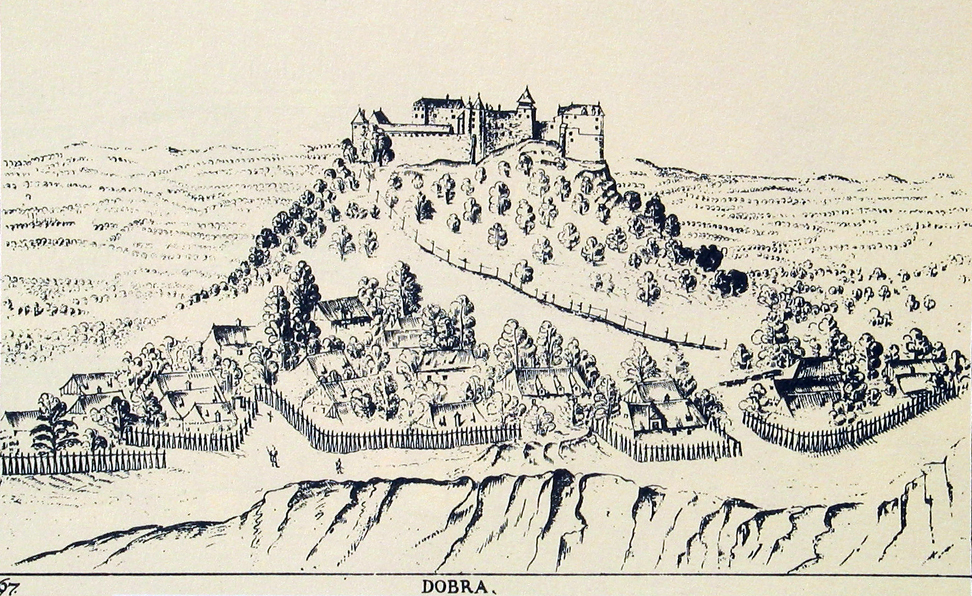
Burg Dobra Batthyány, Vertrag 1636

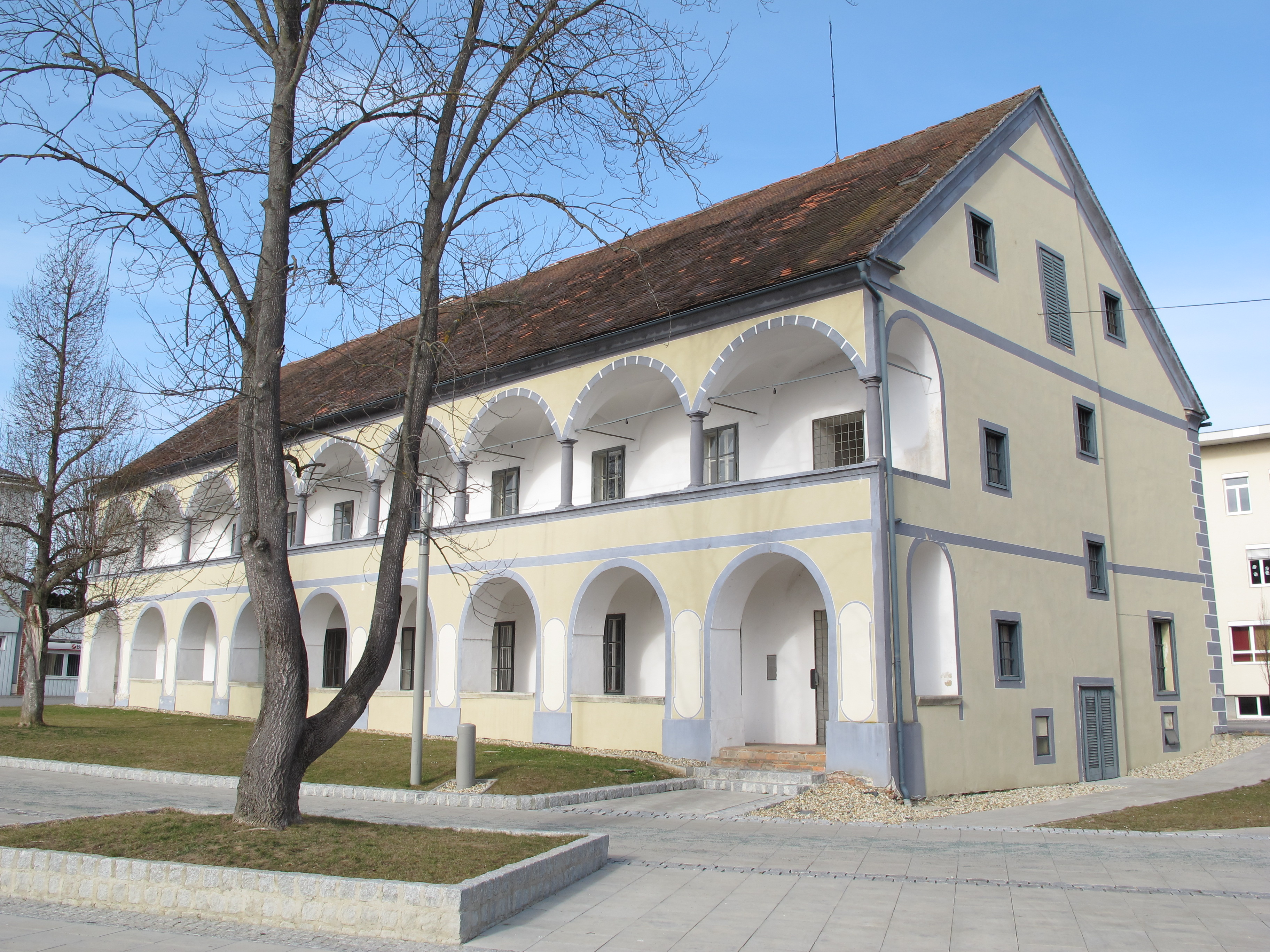
Ehemaliges Kastell Stegersbach Batthyány, Vertrag 1636

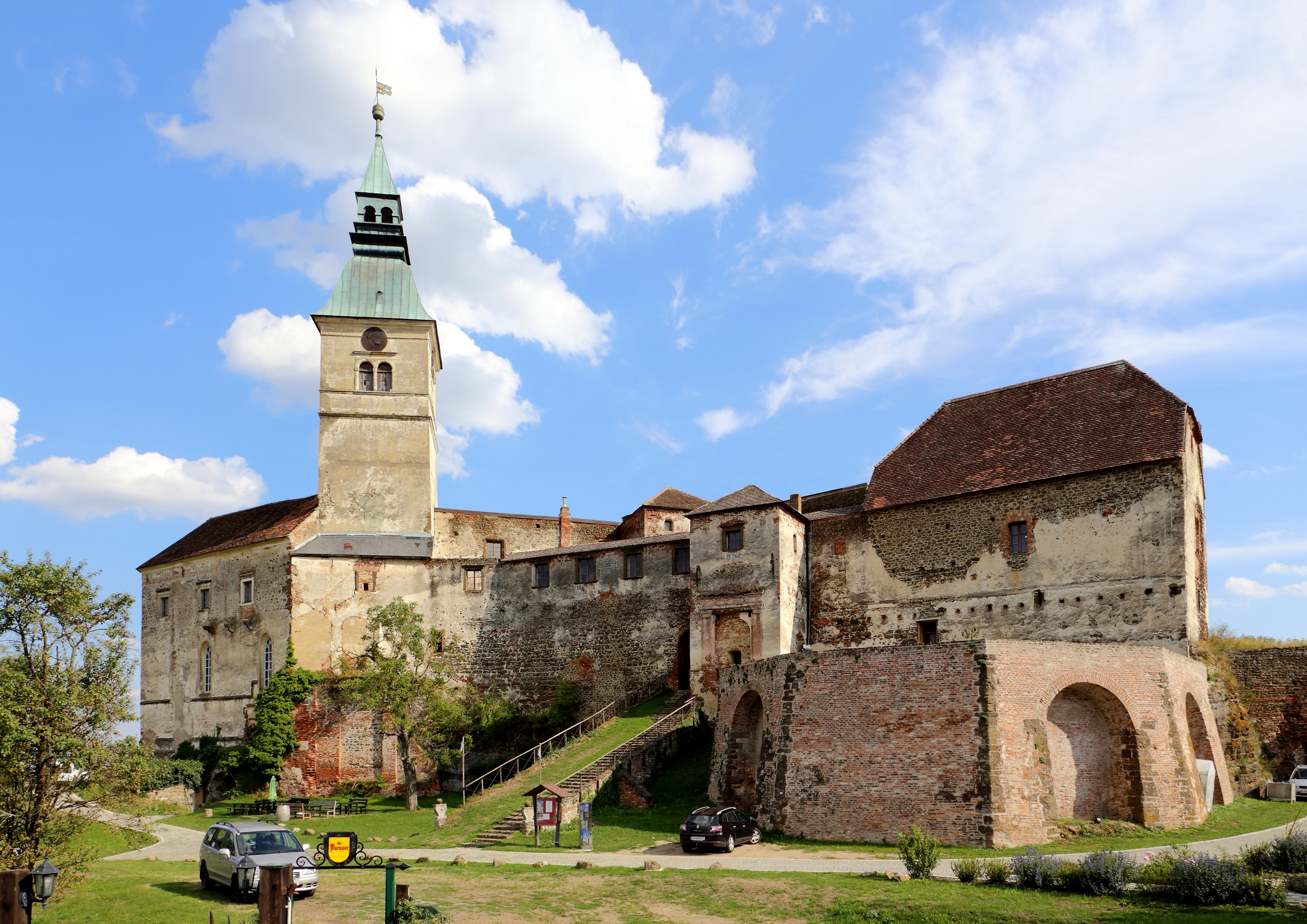
Burg Güssing, Vertrag 1637 Renovierungsarbeiten

Giovanni Battista Orsolino (* in Ramponio Verna, Provinz Como in der Lombardei; † nach 1638) war ein Architekt und Baumeister.

## Leben und Werke
Biographische Daten über den Baumeister Giovanni Battista Orsolino sind nicht bekannt. Antonio, Domenico und Pietro Orsolino werden zu seiner Familie gezählt.
Der Historiker Tibor Koppány identifiziert den „Johann Baptist Baumeister“, der 1637 in Rohonc/Rechnitz für Graf Ádám Batthyány arbeitete, und in den Batthyány-Dokumenten als Orsál, Orszall bezeichnet wird, jedoch durch den Vornamen nicht zuzuordnen ist, mit dem Maurermeister Giovanni Batista Orsi (Urtzi, Ursini, Orsini, Orsolino), der in Wien arbeitete und vor 1641 starb.

### Architekt der Familie Batthyány
Graf Ádám Batthyány nahm den Wiener Baumeister Giovanni Battista Orsolino 1636 in seine Dienste. In zwei Verträgen vom 25. April und 10. Mai 1636 wurde der Wiederaufbau der Burg Güssing, der Burg Rechnitz, sowie der Bau einer neuen Burg in Stegersbach bei Güssing festgelegt.

#### Burg Dobra
Die Burg Dobra bewohnten um 1640 nur mehr herrschaftliche Beamte.

#### Kastell Stegersbach
Das Kastell Stegersbach wurde 1636 von Graf Batthyány im Renaissancestil erbaut.

#### Burg Güssing
Orsolini entwarf einen großen Saal mit Treppenhaus, Wendeltreppe und Gewölberaum, im Vertrag ist auch ein Modell erwähnt. Nach 1638 ist der Architekt nicht mehr urkundlich aufgeführt (vermutlich verstorben). Als Orsolinis Nachfolger beschäftigte Batthyány ab 1640 den kaiserlichen Architekten Filiberto Lucchese.

### Tod von Orsolino
In der Rechnung für Németújvár/Güssing– und Rohonc/Rechnitz–Bauten der Jahre 1635 und 1639 wurde Baumeister Orsolino am 11. November 1638 bezahlt, am 11. April 1639 jedoch ein neuer Baumeister Simone Retacco, auch aus Wien. Baumeister Giovanni Battista Orsolino wird im Batthyány-Archiv nur mehr rückwirkend erwähnt (→ seine Pläne), somit wird sein Tod mit 1639 angenommen.